# NGC 13
NGC 13 (również PGC 650 lub UGC 77) – galaktyka spiralna (Sab), znajdująca się w gwiazdozbiorze Andromedy. Odkrył ją William Herschel 26 listopada 1790 roku.